# Oskar Dirlewanger
Oskar Dirlewanger (født 26. september 1895 i Würzburg, død 5. juni 1945 i Altshausen) var en tysk officer i SS. Under 2. verdenskrig befalede han over den efter ham selv opkaldte SS-Sturmbrigade Dirlewanger, der er berygtet for sine mange krigsforbrydelser
- Wikimedia Commons har flere filer relateret til Oskar Dirlewanger

1. ↑  Navnet er anført på bokmål og stammer fra Wikidata hvor navnet endnu ikke findes på dansk.